# チェリッシュ (マドンナの曲)
「チェリッシュ」 (Cherish) はマドンナの曲で、1989年に発表されたアルバム『ライク・ア・プレイヤー』から3枚目のシングル・カットとしてリリース。

## 解説
宗教からフェミニズムと重いテーマを持った前2作のシングルに続いてマドンナがリリースしたのが、このラブ・ソングである。ロマンティックな歌詞を持つこの曲は、当時マドンナがアルバム『ライク・ア・プレイヤー』で一番お気に入りと語っていた曲で、ショーン・ペンとの結婚が破局した中で制作されたアルバムの暗く、告白的な曲の多い中、「ディア・ジェシー」と共に、唯一明るいテーマを持った曲である。パトリック・レナードによるシンセサイザーのストリングスとブラス・セクションによるコーラスを持つニ長調の曲で、軽快なリズムと爽快なヴォーカルはモータウンに習い、80年代風にアレンジしたポップ・チューンである。バック・ヴォーカルに参加したのは、フィル・コリンズの全米第1位に輝いたバラード「セパレート・ライヴス」でデュエットして有名になったマリリン・マーティンである。
1989年8月1日に全米、UKでリリースされた「チェリッシュ」はビルボード誌Hot 100で37位でデビューする。その後二ヶ月かけてチャートを徐々に登った後、同年10月7日に最高2位まで登り詰めた。マドンナの曲の中では珍しく、ビルボード・ダンス・チャートには登場しなかった曲で、アダルト・コンテンポラリー・チャートで第1位に輝いた曲である。2007年1月21日版のイギリス、タイムズ誌ではマドンナの曲の中で「パパ・ドント・プリーチ」、「マテリアル・ガール」を押さえて史上最も優れたポップ・ソングの一つとして賞賛された。
カップリングの「スーパーナチュラル」はオリジナル・アルバム未収録、2019年に配信限定でリリースされた『ライク・ア・プレイヤー』の30周年記念盤に「プロミス・トゥ・トライ」と入れ替わる形で10曲目に収録された。

## ミュージック・ビデオ
1989年の夏にリリースされた「チェリッシュ」のミュージック・ビデオは、写真家ハーブ・リッツが監督を担当した。マドンナのアルバム『トゥルー・ブルー』のジャケットを撮影した写真家であるが、「チェリッシュ」は彼のミュージック・ヴィデオ監督としての初の作品である。この彼に音楽ヴィデオを監督するように勧めたのは実はマドンナである。カリフォルニア州で撮影されたこのヴィデオは夏にふさわしく海辺が舞台になっており、人魚達と戯れるマドンナの姿を撮したモノトーンの作品である。なお、このヴィデオには、後にマドンナの恋人となった男性モデルであるトニー・ウォードが人魚の一人として出演した。

## 収録曲
日本盤 8cm シングル (09P3-6175)
1. チェリッシュ　Cherish (Single Edit) 3:52
2. スーパーナチュラル　Supernatual (アルバム未収録) 5:12

## 公式リミックス・ヴァージョン
- Album Version 5:02
- Extended Version 6:18
- Q-Sound Mix/The Immaculate Collection Version 3:52